# Тома Буель
Тома Буель (фр. Thomas Bouhail, 3 липня 1986) - французький гімнаст, олімпійєць.

## Виступи на Олімпіадах
| Олімпіада  | Дисципліна       | Місце             |
| ---------- | ---------------- | ----------------- |
| Пекін 2008 | абсолютний залік | 21                |
| Пекін 2008 | командний залік  | 8                 |
| Пекін 2008 | вільні вправи    | 25 (кваліфікація) |
| Пекін 2008 | опорний стрибок  | 2                 |
| Пекін 2008 | паралельні бруси | 56 (кваліфікація) |
| Пекін 2008 | перекладина      | 38 (кваліфікація) |
| Пекін 2008 | кільця           | 66 (кваліфікація) |
| Пекін 2008 | кінь             | 50 (кваліфікація) |